# 横浜市立新田中学校
横浜市立新田中学校（よこはましりつ にったちゅうがっこう）は、神奈川県横浜市港北区に位置する市立の中学校である。新田中（にったちゅう）と略されて呼ばれる。

## 所在地
- 神奈川県横浜市港北区新吉田東5-25-1

## 沿革
出典
- 1947年（昭和22年）
  - 4月1日 - 横浜市立新田中学校創立
  - 5月 - 横浜市立新田小学校に併設し開校
- 1949年（昭和24年）4月15日 - 横浜市立大綱中学校が分離独立[2]
- 1951年（昭和26年）
  - 4月 - 地域住民から土地の寄付を受け現在地に校舎新築開始
  - 11月 - 校舎完成し移転
- 1955年（昭和30年）3月 - 校歌制定
- 1957年（昭和32年）10月- 校旗制定
- 1973年（昭和48年）7月 - 鉄筋の新校舎完成
- 1978年（昭和53年）4月 - 横浜市立新羽中学校が分離独立（同年8月15日の校舎完成までは新田中学校に併設）
- 1988年（昭和63年）4月 - 横浜市立高田中学校が分離独立（同年10月の校舎完成までは新田中学校に併設[3]）
- 1989年（平成元年）5月 - 体育館、各闘技場、プール完成

## 主な進学先
進学先公立高等学校として、旧横浜東部学区に属する高校および東急東横線、横浜市営地下鉄沿線の高校が想定される。
《旧横浜東部学区》
- 神奈川県立岸根高等学校
- 神奈川県立港北高等学校
- 神奈川県立城郷高等学校
- 神奈川県立鶴見高等学校
- 神奈川県立鶴見総合高等学校
- 神奈川県立新羽高等学校
- 神奈川県立横浜翠嵐高等学校
- 横浜市立東高等学校

《地下鉄グリーンライン・ブルーライン沿線》(上記以外旧北部/東部学区域まで）
- 神奈川県立川和高等学校
- 神奈川県立新栄高等学校

《東急東横線沿線》（上記以外）
- 神奈川県立神奈川工業高等学校
- 神奈川県立神奈川総合高等学校
- 神奈川県立住吉高等学校
- 神奈川県立横浜平沼高等学校

## 著名な出身者
- 白川裕二郎 - 俳優
- 谷原章介 - 俳優
- 高畠俊 - ミュージシャン（ベーシスト）
- RUDEBWOY FACE - レゲエミュージシャン

## 交通アクセス
- 東急東横線綱島駅から東急バス綱71系統勝田折返所行き、綱71.72.73.79で「新田中学前」バス停下車。
- 横浜市営地下鉄ブルーライン新羽駅から東急バス綱72系統綱島駅行き（四ッ家経由）で「新田中学前」下車。
- 横浜市営地下鉄グリーンライン高田駅から徒歩で約15分。